# 山下芳太郎

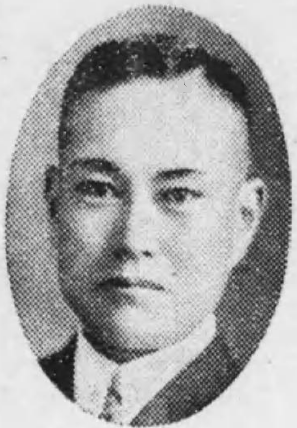
山下芳太郎

山下 芳太郎（やました よしたろう、1871年12月24日（明治4年11月13日） - 1923年4月7日）は、日本の実業家、言語政策研究家、外交官である。
漢字は非能率的であると考え、改良カナ文字とカナ文字タイプライターの普及をめざした。遺書も墓もカタカナで書かれている。

## 生涯

### 生まれ育ち
山下興作の長男として愛媛県に生まれた。旧制高松中学校（後の香川県立高松高等学校）、旧制松山中学校（後の愛媛県立松山東高等学校）を経て、1892年7月に東京高等商業学校（後の一橋大学）を卒業した。1917年（大正6年）2月に家督を相続している。

### 職歴
1893年（明治26年）12月から外務省につとめ、領事館書記生および領事事務代理としてボンベイで、副領事としてリヨンおよびロンドンで働いた。1901年、外務省をやめ、住友神戸支店支配人代理となった。大日本帝国陸軍三等書記官として日露戦争に参加し、日本帰国後に住友本店副支配人となる。
1906年1月から第1次西園寺公望内閣の首相秘書官となり、翌年1907年5月に同職を辞す。1908年7月には住友神戸支店支配人および住友銀行神戸支店支配人となり、1915年7月には住友総本店支配人となった。1917年（大正6年）9月に帝国政府特派財政経済委員として、アメリカ合衆国に派遣された。
1918年1月住友合資会社理事となり、住友鋳鋼所、住友製鋼所（後の住友金属工業）、住友伸銅所（後の住友軽金属）、および大阪北港会社の重役をつとめた。1919年住友合資理事兼住友鋳鋼（後の住友金属工業）常務兼住友伸銅（後の住友軽金属）所長。1922年4月、カナモジ運動に専念するためすべての役職から退いた。同年10月、ジュネーヴで開かれていた国際労働機関の総会に日本の資本家の代表として出席した。

### 仮名文字運動
1914年6月、時事新報に自身のあたためてきたカナモジ論を発表した。カタカナの書体を発表した。この考えにもとづき、1916年夏には、京都高等工芸学校出身の平尾善治にカタカナの書体の設計を依頼した。
1920年11月1日に『国字改良論』の第1版を出版するとともに、大阪市東区において仮名文字協会（現、財団法人カナモジカイ）を設立した。1922年4月には、仮名文字協会が発行する雑誌『カナ ノ ヒカリ』第3号に、カナモジタイプライターのキー配列の案を発表した。さらに、1922年8月には『国字改良論』第4版にキー配列の第2案を発表した。
山下は、様々な研究を重ねた後に『改良カナ文字』が妥当であるとの結論に達し、字形の研究とタイプライターの製作に取り組んだ。ジュネーブで開かれた1922年の国際労働機関の総会ののち、渡航中の病を押して米国のニューヨークにわたり、アンダーウッド・タイプライター会社を訪れた。設計部長のバーナム・クース・スティックニーとカナ文字タイプライターの書体およびキー配列についてうちあわせをし、1923年1月、議論のすえに決めたキー配列のタイプライターを発注した。（しかしながら、キー配列はタイプライターの製造にあたってさらに変更された。実際に製造されたカナ文字タイプライターのキー配列は、1923年2月に出願されたアメリカ合衆国特許第 1,549,622号のものである。そして、その明細書に記された発明者はスティックニーただひとりである。）
タイプライターを発注したのち、船に乗ってアメリカ合衆国から日本に帰る間に、山下の病は悪化した。1923年2月に日本についてただちに入院し、手術を受けたが、医師に余命3か月と診断された。兵庫県 武庫郡 精道村（現、芦屋市）の自宅に帰り、1923年4月7日、胃癌のため死去した。享年は（数え年で）53であった。最初のカナ文字タイプライターは1923年5月に日本に届いた。
1924年に鶴見総持寺に建てられた山下の石碑は、平尾によって設計された。この石碑には左横書きのカタカナで「ヤマシタ ヨシタロゥ」と刻まれている。

## 家族・親族
弟の山下興家（やました おきいえ、1881年4月30日 - 1960年6月20日）は1906年に東京帝国大学工科大学機械工学科を卒業、南満州鉄道に就職。1916年に鉄道院の技師、のち大井工場長、大宮工場長、工作局長。1933年に退官。日本機械学会の会長をつとめたのち、人事院の設立とともに初代の人事官に任ぜられた。カナモジカイの理事をつとめた。
長男の山下文雄（やました ふみお、1902年 - 1997年2月5日）は三井物産などに勤務。カナモジカイの理事をつとめた。
次男の山下武利（やました たけとし、1912年10月29日 - 2000年4月6日）は1936年に東京帝国大学法学部を卒業、大蔵省で管財局長などをつとめた。
娘婿の小金義照は官僚、政治家、元郵政大臣。孫で義照の子の小金芳弘は経済企画庁で国民生活局長などをつとめた。